# Góry fałdowe
Góry fałdowe – rodzaj gór, powstających w wyniku fałdowania i zazwyczaj również wypiętrzania mas skalnych. Zbudowane są z fałd i płaszczowin.
Fałdowanie jest to skomplikowany proces geologiczny polegający na ściskaniu poziomo ułożonych warstw skalnych, powstałych w geosynklinie i wyciśniętych wskutek kolizji płyt kontynentalnych, wskutek czego powstają fałdy.
Jest to najczęściej spotykany rodzaj gór na świecie. Należą do nich między innymi Alpy, Andy, Apeniny, Atlas, Himalaje, Karpaty oraz Kordyliery.